# Still Standing
«Aun en Pie» —título original en inglés: «Still Standing»— es el séptimo episodio de la quinta temporada de la serie de televisión posapocalíptica, horror Fear the Walking Dead. Se estrenó el 14 de julio de 2019. Estuvo dirigido por Marta Cunningham y en el guion estuvo a cargo de Richard Naing.

## Trama
John y Dwight continúan rastreando y buscando a Sherry hasta que se quedan sin combustible. Al quedarse sin tiempo antes de colapsar, John le confiesa la verdad a Dwight. Aunque Dwight decide continuar en la fe y con la esperanza de volver a ver a Sherry, Dwight regresa con John y ambos regresan al grupo. Charlie y Strand se protegen de la horda caminante usando el globo hasta que Morgan llega y los rescata. Morgan ayuda a Grace a reparar el generador, retrasando el colapso. Morgan convence a Grace de que no deje de vivir y ella se une al grupo.
Althea lleva a June al depósito de combustible al que la llevó Isabelle, para recuperar más combustible para el avión y le cuenta un poco sobre su reunión con Isabelle. Alicia llega al campamento del grupo de Annie y lucha por convencerlos de que se vayan. Después de que llega una manada caminante, Annie acepta unirse a ellos para abandonar el área.
Alicia aleja el paquete, pero se expone a la radiación cuando la sangre de un caminante radiactivo le salpica la cara para matar. Más tarde, las sirenas suenan en la planta de energía, lo que indica un colapso nuclear completo.

## Recepción
"Still Standing" recibió críticas mixtas. Actualmente tiene una calificación negativa del 36% con una calificación promedio de 4.75/10 sobre 14 en el agregador de reseñas Rotten Tomatoes. El consenso de los críticos dice: "'Still Standing' contiene una gran cantidad de acción zombi que rezuma, pero Fear the Walking Dead calcula mal al presagiar la salida de un personaje que devastaría el núcleo dramático de la serie". Durante su revisión, Noetta Harjo de Geek Girl Authority dijo: "La escritura está en el punto, la acción es emocionante y el diálogo es significativo. Solo desearía que los escritores pudieran hacer eso durante toda la temporada". Escribiendo para TV Fanatic, Paul Dailly le dio al episodio una calificación baja de 3/5 y dijo: "El programa está en un lugar horrible en este momento, y aparentemente no hay salida. Necesita elegir un carril y seguir adelante mientras también deshacerse de los personajes que no encajan bien con los demás."
Liam Mathews de TV Guide dio su reseña y escribió: "Conseguir un trago de sangre podría ser una sentencia de muerte para el último Clark restante. Ojalá no lo sea. Fear the Walking Dead no sobrevivirá matando al último personaje restante del piloto."

### Calificaciónes
El episodio fue visto por 1,39 millones de espectadores en los Estados Unidos en su fecha de emisión original, muy por debajo del episodio anterior.